# Сидни Сент-Джеймс
Сидни Сент-Джеймс (англ. Sydney St. James, род. 23 апреля 1972) — американская порноактриса, лауреатка премии AVN Awards.

## Биография
Родилась 23 апреля 1972 года. Дебютировала в порноиндустрии в 1992 году, в возрасте около 20 лет.
Снималась для таких студий, как Wicked Pictures, VCA, Sin City, Evil Angel, Aphrodite и других.
В 1994 году получила AVN Awards в номинации «лучшая групповая лесбийская сцена, видео» за роль в Buttslammers 2 (вместе с Селесте, Фелесией, Лией Барен и Тианной). В том же году выступила режиссёром, сняв два фильма для студии Aphrodite — Love on the Run 401 и L.A. Sex On The Run: Girls Who Travel For Sex.
Ушла из индустрии в 2003 году, снявшись в 97 фильмах.

## Награды и номинации
- 1994 AVN Awards — победа: «лучшая лесбийская сцена, видео», за Buttslammers 2[7] (1993), вместе с Селесте, Фелесией, Лией Барен и Тианной
- 2005 Honor — AVN’s Top 10 Bitchin' All-Girl Sex Scenes, за Buttslammers 2 (1993)

## Избранная фильмография
- Buttslammers 2 (1993)[8]

## Личная жизнь
Состояла в браке с актёром и режиссёром Шоном Риксом.